# Derecho urbanístico
El Derecho urbanístico es una rama del Derecho administrativo formada por el conjunto de normas jurídicas que regulan el urbanismo, la ordenación del territorio y el uso del suelo, y por tanto fijan las concretas facultades y obligaciones del propietario del suelo.
Las tres grandes ramas en las que se estructura el Derecho Urbanístico son el planeamiento, la gestión o ejecución, y la disciplina urbanística.

## Disciplina urbanística
La disciplina urbanística es el conjunto de medidas, técnicas y facultades que las Administraciones públicas están obligados a poner en marcha antes, durante, y después de cualquier actuación urbanística, con el fin de garantizar que se cumple con la legalidad urbanística. En definitiva, la disciplina urbanística es la manera que tiene la Administración de que se cumpla con las normas urbanísticas.
En la disciplina urbanística se contemplan las sanción administrativa, las 
medidas cautelares, multas coercitivas y la restitución de la legalidad.
cuando se comete una infracción urbanística, se abren dos procedimientos: el procedimiento sancionador y el procedimiento de restitución de la legalidad urbanística.
El procedimiento de restitución de la legalidad urbanística consiste en  la reposición física de la edificación a su estado original y consta esencialmente de dos momentos procedimentales básicos: el requerimiento de legalización y la orden de ejecución, caso de no cumplir el requerimiento.

## Urbanismo
El urbanismo, como disciplina autónoma, surge de las contradicciones que ofrece la realidad urbana y social de este capitalismo industrial y de su reflujo en la ordenación y estructuración del espacio urbano, espacio que adquiere un valor económico (valor de posición) hasta entonces desconocido. La creación de esta disciplina, iniciada desde el plano político con la figura del técnico de administración pública y desde el plano privado con la formación de pequeños grupos especializados, tiene un desarrollo posterior en las universidades e instituciones profesionales donde se fueron elaborando teorías, técnicas de construcción del espacio físico, metodologías, etc. que constituyen, junto con los precedentes de aquellas intervenciones públicas en materias puntuales como la sanidad o las reglamentaciones sobre las alineaciones de edificios, el caldo de cultivo de la disciplina.
Históricamente, el origen del urbanismo moderno se sitúa en las leyes del “urbanismo sanitario” del siglo XIX, tendentes, tanto a proteger a la población urbana de pestes y enfermedades, como a implantar los servicios de abastecimientos de agua potable, saneamiento, normas sobre alineación de calles, ventilación de viviendas, etc. Estas leyes surgieron por las malas condiciones de vida en las ciudades industriales. Así, en Inglaterra surge la Public Health Act (norma cabecera de la legislación urbanística), que aprueba los primeros reglamentos de carácter sanitario. Basándose en dicha normativa se urbaniza, sin atención a principios orgánicos o de especialización funcional.
También en este siglo aparecen tres importantes técnicas de desarrollo urbanístico: 
- el ensanche, encaminado a la apertura de cercas y murallas que encorsetan el crecimiento urbano.
- la reforma interior orientada a la demolición de barrios antiguos y su sustitución por nuevos viales y edificaciones de mejores calidades.

Como ejemplos de aplicaciones de estas técnicas podemos citar el Plan Castro de Madrid (1860), que da lugar al barrio de Argüelles, Salamanca y Chamberí, y el Plan Cerdá de Barcelona (1859), del que surgirá la Vía Layetana.
- Otra técnica fundamental del urbanismo que data de la segunda mitad del siglo XIX es la zonificación (zoning). La técnica de la zonificación, expuesta por primera vez en 1860 por un arquitecto alemán, Stubben, consiste simplemente en atribuir determinados usos a áreas concretas de la ciudad.

La zonificación se utilizó inicialmente para separar los usos industriales de los residenciales, pero más tarde adquirió mayor complejidad aplicándose a otros usos y a sus categorizaciones: (residencial intensivo, residencial extensivo, industria nido, industria ligera, comercial, etc.). A diferencia de los caracteres de las diversas zonas actúa tanto en función de las características arquitectónicas (Zonificación arquitectónica), con edificación intensiva, semiintensiva y extensiva, es decir, con diversos índices de disfrute del territorio, o a través de las características de uso de las construcciones (Zonificación funcional).
Aparte de la zonificación, que es la técnica urbanística predominante, surgen otras de gran interés, como la ciudad jardín de Ebenezer Howard, la ciudad lineal de Arturo Soria, el regionalismo urbanístico de Munford, o el funcionalismo de Le Corbusier.
Como señalan García de Enterría y Parejo Alfonso, hasta entonces el propietario, con el sistema de alineaciones viarias que se prolongaba a través de los planes de ensanche y de reforma interior, no encontraba más que un límite a sus libres facultades edificatorias: el de respetar dichas alineaciones. A partir de la zonificación se va a constreñir más profundamente las facultades de la propiedad del suelo, alcanzando a su mismo núcleo de libertad o facultad de uso y se va a producir, con ello, una limitación radical del "ius aedificandi". 
En definitiva, es en el siglo XIX cuando el urbanismo se convierte no solamente en una corriente de pensamiento científico, sino, y sobre todo, en una técnica para la distribución de los espacios públicos y privados y de los usos o actividades que en ellos pueden desarrollarse. Obviamente, estas técnicas tenían que acabar teniendo un contenido jurídico para poder ser impuestas, así que su evolución dio lugar al Derecho urbanístico actual, compuesto de normas jurídicas y figuras de planeamiento que regulan el ejercicio del derecho de propiedad y disciplinan la actividad urbanizadora y edificatoria sobre el suelo.

## El plan de urbanismo
En el núcleo central del urbanismo como disciplina se halla la idea de planeamiento, el cual, entendido en un sentido amplio, se puede entender como la acción de ordenar en el tiempo el desarrollo urbano de un ámbito geográfico determinado, con el fin de evitar la conflictividad.
Ya en el siglo XIX, la aplicación de las técnicas de ensanche y de reforma interior de las poblaciones van a ir acompañadas de la utilización de Planes. Estos constituían, ya por entonces, los instrumentos técnicos adecuados para llevar a la práctica las determinaciones urbanísticas comprendidas en tales operaciones de ensanche o de reforma interior.
Sin embargo, la idea de Plan no procede originariamente del urbanismo sino del campo de la ingeniería y la arquitectura, donde se equipara al proyecto de obras. El urbanismo, partiendo de esta concepción puramente técnica de Plan, irá ampliando su contenido, comenzará introduciendo, en un primer momento, alineaciones y ensanches de vías públicas, para más adelante incorporar técnicas de zonificación, medidas de disciplina urbanística, creación de cinturones verdes, protección del suelo rural, etc., hasta hacer del Plan un instrumento de largo alcance cuyos efectos reducen cada vez más el contenido de la propiedad privada.
El Plan se convierte, así, en el instrumento de ordenación clásico de la actividad urbanística, pasando las obras de construcción, que inicialmente constituyeron su contenido, a integrar los llamados actualmente Proyectos de urbanización.
La idea del Plan no ha estado exenta de críticas. Frente a sus partidarios, que lo defienden como un instrumento necesario para configurar una unidad funcional de la ciudad y al que debe subordinarse el crecimiento de esta conforme a un planteamiento racionalista, se oponen los que encuentran mayores niveles de integración humana en ciudades y barrios no planificados y, por lo tanto, con un desarrollo más espontáneo.
Sin embargo, hoy en día, el Plan se ha convertido, dentro de la disciplina urbanística, en un instrumento fundamental del que no se puede prescindir a la hora de intervenir en el desarrollo urbano. Carceller Fernández define el Plan urbanístico del siguiente modo: 

el Plan Urbanístico es, en un sentido amplio y según nuestro ordenamiento jurídico, un acto del poder público que ordena el territorio, estableciendo previsiones sobre el emplazamiento de los centros de producción y de residencias, regula la ordenación y utilización del suelo urbano para su destino público o privado y al hacerlo define el contenido del derecho de propiedad y programa el desarrollo de la gestión urbanística.

La configuración jurídica de los Planes aparece desde el primer momento en que estos contienen normas de obligado cumplimiento.

## Derecho urbanístico por países

### España
En España el derecho urbanístico ha evolucionado desde un sistema de reparcelaciones escasamente utilizado, pasando por un modelo altamente jerarquizado de planes municipales, provinciales, regionales y nacionales, que en la práctica fue escasamente desarrollado, ya que los municipios se regían por delimitaciones de suelo urbano y normas subsidiarias de planeamiento, figuras menores del planeamiento.
Las sucesivas Leyes de suelo de 1976, de 1992 y de 1998 (modificada en 2003), han establecido los parámetros básicos de los tipos de suelos y correspondientes derechos y deberes de los propietarios. Sin embargo, la aplicación práctica corresponde a las comunidades autónomas lo que dificulta un tratamiento homogéneo de la materia y conduce a derechos urbanísticos distintos según cada autonomía.
En el Derecho español, los planes se integran en el ordenamiento urbanístico a través de la técnica de la remisión normativa que establece, actualmente, el Real Decreto Legislativo 7/2015, de 30 de octubre, por el que se aprueba el texto refundido de la Ley de Suelo y Rehabilitación Urbana.